# Cylindromyia expansa
Cylindromyia expansa är en tvåvingeart som beskrevs av Cantrell 1984. Cylindromyia expansa ingår i släktet Cylindromyia och familjen parasitflugor. Inga underarter finns listade i Catalogue of Life.